# Lippstadt
Lippstadt è una città di 68 007 abitanti della Renania Settentrionale-Vestfalia, in Germania.
È il centro maggiore, ma non il capoluogo, del circondario (Kreis) di Soest (targa SO).
Lippstadt si fregia del titolo di "Grande città di circondario" (Große kreisangehörige Stadt).

## Geografia fisica
Lippstadt sorge sulla valle del fiume Lippe, a circa 70 chilometri ad est di Dortmund e a circa 30 chilometri ad ovest di Paderborn. Il centro storico si trova tra un canale artificiale del Lippe ed il fiume stesso.

### Comuni confinanti
| - Bad Sassendorf - Delbrück - Erwitte - Geseke - Langenberg | - Lippetal - Rietberg - Salzkotten - Wadersloh |

## Geografia antropica

### Suddivisioni amministrative
Lippstadt è composta da 18 distretti:
| - Lippstadt - Bad Waldliesborn - Benninghausen - Bökenförde - Cappel - Dedinghausen - Eickelborn - Esbeck - Garfeln | - Hellinghausen - Herringhausen - Hörste - Lipperbruch - Lipperode - Lohe - Overhagen - Rebbeke - Rixbeck |

## Amministrazione

### Gemellaggi
- Uden - Paesi Bassi (1971)